# Coup de foudre à Bora Bora
Pour plus de détails, voir Fiche technique et Distribution.
Coup de foudre à Bora Bora est un téléfilm comico-romantique français réalisé par David Morley, diffusé le 21 mai 2018 sur TF1. Il fait partie de la collection  Coup de foudre à .... Ce téléfilm a été tourné en Polynésie française.

## Synopsis
Valentine tombe amoureuse de son associé et meilleur ami Jérôme. Elle pense profiter d’un voyage d’affaires sur l’île paradisiaque de Bora-Bora pour déclarer sa flamme à Jérôme. Mais arrivée sur place, elle s'aperçoit que la nouvelle petite amie de Jérôme est là. Un obstacle qui ne la fera pas reculer, bien décidée à arriver à ses fins. Son plan amusera Marc, un spécialiste de l’île qui leur sert de guide.

## Fiche technique
- Titre original : Coup de foudre à Bora Bora[1]
- Réalisation : David Morley[2]
- Scénario :Daphné Chollet et Mélanie Rode
- Décors : Ninon de La Hosseraye
- Photographie : Marc Romani
- Son : Jean-Paul Guirado
- Montage : Emmanuel Douce
- Production : Francis Barrois et Julie Perron
- Sociétés de production : Big Band Story ; TF1 Productions (coproduction)
- Société de distribution : TF1 Diffusion[3]
- Pays d'origine :  France
- Langues originales : français
- Format : couleur
- Genre : comédie romantique
- Durée : 90 minutes
- Dates de diffusion :
  - Belgique : 4 mars 2018 sur La Une
  - France : 21 mai 2018 sur TF1

## Distribution
- Laëtitia Milot : Valentine
- Amaury de Crayencour : Jérôme
- Philippe Bas : Marc
- Tiphaine Daviot : Céleste
- Aurore Bazzara : Fred
- Sarah Priouzeau : La femme du restaurant
- Chloé Feraud : La copine de la femme du restaurant
- Laurent Brissonnaud : Le maire
- Teiva Tapare : Le directeur de l'hôtel
- Ioan Lenoir : Jacky, Le Tahua
- Teiva Cornu : Teiva
- Hinatea Thommelin : La réceptionniste
- Taina Jubely : La responsable 4x4
- Laurie Paranthoen : La cliente de l'agence
- Herman Tepapa : Serveur restaurant plage

## Production

### Développement
Le téléfilm fait partie de la collection Coup de foudre à ..., il ne s'agit pas d'une suite du téléfilm Coup de foudre à Jaipur diffusé en 2016 ni de Coup de foudre à Noël diffusé en 2017 sur TF1.

### Attribution des rôles
Les acteurs Philippe Bas, Amaury de Crayencour, Laëtitia Milot et Tiphaine Daviot interprètent les rôles principaux,.

### Tournage
Le tournage s'est déroulé en automne 2017 à Bora-Bora en Polynésie française,. Philippe Bas raconte ces moments de tournage au journal Le Figaro : « On a passé des journées entières en mer sur des petits bateaux ».

## Accueil

### Diffusions
Le téléfilm a été diffusé, en Belgique, le 4 mars 2018 sur La Une à 20h50.
La diffusion, en France, est prévue pour le 21 mai 2018, sur TF1.

### Accueil
Lors de sa diffusion en Belgique, le magazine Moustique n'épargne pas le téléfilm. Il parle de « polyniaiserie », de « comédie romantique prévi(ri)sible », « scénar prémâché qui permet de somnoler à l'aise sans perdre le fil (blanc) » ou encore de « version Findus de Coup de foudre à Notting Hill, pas mauvais, mais pas franchement glorieux ». 